# Anna Marie Pyle
Anna Marie Pyle és una acadèmica dels Estats Units que és professora de biologia molecular, cel·lular i del desenvolupament i professora de química a la Universitat Yale, i investigadora per a l'Institut Mèdic Howard Hughes. Pyle és la presidenta de la RNA Society, la vicepresidenta del Comitè Directiu de Ciència i Tecnologia al Laboratori Nacional de Brookhaven, i anteriorment va ostentar el càrrec com a presidenta de la Secció d'Estudi de l'Estructura i Funció A Macromolecular, als Instituts nacionals de Salut dels Estats Units.

## Educació i primers anys
Plye va créixer a Albuquerque, Nou Mèxic, i va ser ella qui es va interessar per la ciència. Però no va ser fins després d'obtenir la seva llicenciatura de la Universitat de Princeton que es va comprometre a una carrera en química. Al 1990, es va graduar en la Universitat de Colúmbia amb un doctorat en química. Pyle va continuar el seu postdoctorat en la Universitat de Colorado fins que el 1992 va establir un grup d'investigació al Centre Mèdic de la Universitat de Colúmbia al Departament de Bioquímica i Biofísica Molecular. Al 2002, es va mudar a la Universitat Yale.

## Investigacions
Es va unir a la Universitat Yale el 2002. A on va investigar les característiques arquitectòniques de les molècules de l'ARN grans i els enzims remodeladors d'ARN utilitzant bioquímica experimental i cristal·lografia, com els introns d'auto-empalmament i d'altres ARN no codificants. Ha centrat la seva recerca per comprendre com els ARN grans s'acoblen en estructures terciàries específiques i estables, i també com els enzims dependents d'ATP en a cèl·lula reconeixen i remodelen l'ARN. Específicament, va aconseguir cristal·litzar i resoldre l'estructura d'un intró IIC grupal del bacteri Oceanobacillus *iheyensis, i es mou a través de les etapes d'empalmament. La investigació de Pyle pot ésser útil en el desenvolupament de fàrmacs, ja que l'estructura terciària de l'ARN podria proporcionar informació sobre les biomolècules que es poden administrar amb medicaments.

## Premis i distincions seleccionats
- 2018 Nomenada com Professora Sterling de Biologia Molecular, Cel·lular i del Desenvolupament.[9]
- Membre electe de l'Associació americana per l'avanç de la ciència (AAAS).[10]
- 2005 Membre designat de l'Acadèmia Americana d'Arts i Ciències.[11]